# Devilish Impressions
A Devilish Impressions lengyel metalegyüttes 2000-ben alakult Opole városában.
Zenéjük a metalon belül több műfajba sorolható: black metal, avantgárd metal, death metal, blackened death metal. Első nagylemezük 2006-ban jelent meg.

## Tagok
- Przemysław "Quazarre" Olbryt - ének, gitár, billentyűk (2000–)
- Jakub "Isemal" Bogatko - gitár (2018–)
- Adam "Avernatvs" Niekrasz - dob (2018–)

Korábbi tagok
- Łukasz "Icanraz" Sarnacki - dob (2006–2018)
- Marcin "Vraath" Majewski - basszusgitár (2009–2018)
- Armers - gitár (2006-2012)
- Turqouissa - billentyűk (2000-2008)
- Starash - gitár, basszusgitár (2000-2007)
- Adrian Nefarious - basszusgitár (2005)
- Dragor - dob (2005)

Korábbi koncertező tagok
- Exile - gitár (2012, 2015)
- I-gore - gitár (2014)
- Domin - gitár (2013)
- Cloud - dob (2007)
- Cultus - basszusgitár (2007-2008)

## Diszkográfia
Stúdióalbumok
- Plurima Mortis Imago (2006)
- Diabolicanos – Act III: Armageddon (2008)
- Simulacra (2012)
- The I (2017)[4]

EP-k
- Adventvs / Eritis sicvt Devs CD (2014)
- Adventvs MLP (2015)
- Postmortem Whispering Crows (2019)

Demók
- Eritis sicut Deus; Verbum Diaboli Manet in Aeternum; Vox Vespertilio Act I – Moon Var Dies Irae (2002)